# Nagycserjés (Munkácsi járás)
Nagycserjés (ukránul: Кічерний) település Ukrajnában, Kárpátalján, a Munkácsi járásban.

## Fekvése
Volóctól északnyugatra fekvő település.

## Nevének eredete
Neve szláv eredetű. Kicsorna magyarul: tar csúcsú erdős helyet jelent.

## Története
Nagycserjés nevét 1630-ban említette először oklevél Kiczorna néven.
1645-ben Kitsorna, 1851-ben Kicsorna', 1913-ban Nagycserjés néven írták.
1910-ben 376 lakosa volt. Ebből 15 német, 361 ruszin volt, melyből 360 görögkatolikus, 16 izraelita volt.
A trianoni békeszerződés előtt Bereg vármegye Alsóvereczkei járásához tartozott.